# Юртовско-татарский язык
Ю́ртовско-татарский язык (тат. әстерхан 
сөйләшенең йорт татарлары урынчылыгы, йорт татарлары теле, юртовско-ногайский язык, астраханско-ногайский язык) — условное название языка юртовских татар, один из подговоров астраханского говора среднего диалекта татарского языка или же диалект ногайского языка. По другим классификациям — отдельный язык.

## Сведения
Принадлежа к кыпчакско-ногайским, юртовский не обнаруживает характерного для казахского, каракалпакского и ногайского передвижения ш > с, изменение ч > ш встречается крайне редко. Фонетически язык в результате контактов в целом ближе к татарскому языку, в то время как грамматические особенности, характерные для ногайского ареала, сохраняются.
Ближайший родственный язык — алабугатско-татарский язык. По своим основным свойствам юртовско-татарский язык близок к говорам сибирско-татарского диалекта и нукратскому, касимовскому и параньгинскому говорам казанского диалекта татарского языка.
Бесписьменный. Диалектов не имеет.